# Briefe und Botschaften
Das Buch Briefe und Botschaften (englisch: Selections from the Writings of Abdu’l-Bahá) ist eine Sammlung von Briefen und Botschaften Abdul-Bahas, des Schriftgelehrten der Bahai und Sohn Baha’u’llahs.

## Inhalt
In diesem Werk geht Abdul-Baha auf die Wichtigkeit von Bildung, Erziehung, Gesundheit und Gerechtigkeit ein und hebt die Bedeutung des Dienstes an der Menschheit, des Gebetes und des Neunzehntagefestes hervor. Er verurteilt die Prügelstrafe für Kinder, die üble Nachrede und die Lüge. Außerdem fasst er die Regeln der Bahai-Hochzeit zusammen und erklärt die Bedeutung der Ehe.